# The Rock (série télévisée)
Pour les articles homonymes, voir The Rock.
The Rock est une série télévisée de sitcom américaine diffusée en 1990

## Fiche technique
Sauf indication contraire, les informations mentionnées dans cette section peuvent être confirmées par la base de données cinématographiques IMDb,  présente dans la section « Liens externes ».
- Titre original : The Rock
- Réalisation :
- Scénario : Zane Buzby, Bob Calderon et Michael J. Wiethorn
- Photographie : Wayne Kennan
- Musique : Gordon Lustig
- Casting :
- Montage : Gary Anderson
- Décors :
- Costumes :
- Production : Faye Oshima Belyeu, Edgar J. Scherick et Michael J. Weithorn
- Sociétés de production : Saban/Sherick Productions
- Société de distribution : CBS
- Chaîne d'origine : CBS
- Pays d'origine :  États-Unis
- Langue originale : anglais
- Genre : Sitcom
- Durée : 30 minutes

## Distribution
- Hank Azaria : Tony Solomon
- Joy Behar : Joy Capedeluca
- Gabriel Damon : Marlo Dipucci
- Dan Hedaya : Dr Robert Smiley
- Adam Jeffries : Akeem Douglas
- Ron Karabatsos : Lou
- Shaun Toub : Sanjay Razmish